# Pierre's Hole
Pierre's Hole (que puede traducirse como agujero o hoyo de Pierre) es un elevado y resguardado valle localizado en el interior de las Montañas Rocosas, en Idaho, justo al oeste de la cordillera Teton, en Wyoming, que recoge las cabeceras del río Teton. Fue un centro estratégico en el comercio de pieles de las Montañas Rocosas en las primeras décadas del siglo XIX. Hoy en día, el valle, que se encuentra a una altitud de más de 1800 m, pertenece al condado de Teton y es conocido como cuenca Teton o valle Teton. En 1984 fue designado como lugar histórico por haber sido el lugar de los infames acontecimientos de la conocida como batalla de Pierre's Hole (abajo), un desgraciado enfrentamiento entre tramperos y nativos que siguió al concurrido rendezvous de julio de 1832.

## Perspectiva histórica
El explorador y hombre de montaña John Colter, un miembro de la expedición de Lewis y Clark, es el primer occidental que se cree habría estado en el valle, ya que el afirmaba que había estado en el valle trampeando en 1808. El río Teton fluye hacia el norte a través de los prados de montaña de Pierre's Hole y luego se reúne con el arroyo Bitch (antes conocido como North Fork of the Teton) justo antes de girar hacia el oeste y entrar en el cañón Teton. Para los hombres de montaña, un «hole» [agujero] era un valle amplio y resguardado, como el presente, en el que había abundantes castores y caza. Los hombres de montaña preferían estas áreas con numerosos pastos y arroyos, ya que proporcionaban abundante alimentos para las caballerías y eran cómodas para acampar, además de proporcionar muchas pieles de castor. Pierre's Hole fue nombrado en honor a «le grand Pierre» Tivanitagon, un comerciante de laHudson's Bay Company que se decía era descendiente de iroqueses y que había sido asesinado en un enfrentamiento con los indios pies negros en 1827.
Pierre's Hole fue el lugar de encuentro fijado para el gran rendezvous de 1832, uno de los rendezvous de las Montañas Rocosas que se llevaban celebrando desde 1825. Cientos de hombres de las montañas, tramperos, indios y comerciantes de compañías de pieles se reunirian para vender pieles e intercambiar suministros. Al final de la cita 1832, se produjo una intensa batalla entre un grupo de gros ventre y la partida de tramperos estadounidenses ayudados por sus aliados nez percés y flateheads o cabezas lisas.
Después de que el comercio de pieles decayese en la década de 1840, la cuenca Teton volvió a ser un tranquilo valle de la caza de verano para los nativos americanos. Un inglés llamado Richard «Beaver Dick» [Castor Dick] Leigh llegó a la región de Teton en algún momento alrededor de 1860, y frecuentemente trampeó y cazó en la cuenca Teton e invernó en la parte baja del río Teton cerca de su confluencia con el Henry's Fork of the Snake algunas millas por debajo de su cuenca. Beaver Dick guio a F. V. Hayden y su expedición de estudio geológico a través de la región de Teton y Yellowstone en 1872. También guio al grupo de Stevenson en la exploración de la cuenca Teton y en el primer ascenso del Grand Teton, y a toda la expedición de Hayden en Yellowstone y en Jackson Hole. En reconocimiento a sus servicios, le dieron su nombre al lago Leigh y el de su mujer india al lago Jenny, ambos en el actual Parque nacional de Grand Teton . La cuenca Teton fue posteriormente colonizada por granjeros mormones, que usaron el fértil pero elevado valle como pasto para el ganado y para recoger heno y otros alimentos.

## Rendezvous en Pierre's Hole
El encuentro de 1832 o rendezvous en Pierre's Hole fue uno de los mayores rendezvouss que tuvieron lugar en las Montañas Rocosas. La reunión se celebró a los pies de la vertiente oeste de los Tres Tetons. El valle era accesible desde un camino que llegaba al río Snake desde el río Green. El sendero se bifurcaba hacia Pierre's Hole a través de un paso entre las montañas Big Hole y la cordillera Palisade.
Los campamentos indios y de los hombres de la montaña se extendían desde el arroyo Teton, en el extremo sur de la actual Driggs, hasta el norte siguiendo la vertiente occidental de las montañas Teton hasta alcanzar Tetonia. Los campamentos cubrían un área de unos 7,0 km², o más. Se estima que acudieron unos cuatrocientos hombres de las montañas, que había ciento ocho tiendas indias de los nez percé, ochenta de cabezas lisas, y más de tres mil caballos.

### El fin de los rendezvous
El encuentro de los hombres de las montañas era un evento anual celebrado en el verano entre los tramperos estadounidenses para vender sus pieles conjuntamente y reabastecerse para otra temporada de capturas. Los representantes de las compañías orientales del comercio de pieles llegaban con reatas de mulas cargadas con mercancías para satisfacer las necesidades de los tramperos para el siguiente año. Si los tramperos eran empleados de una compañía en particular, entregaban las pieles, principalmente de castor, al representante de la compañía y recibían su paga, descontando la cantidad usada para proveerles para otra temporada de caza. Con los beneficios podían comprar bienes adicionales, como whisky, tabaco y algunos artículos de lujo. Los tramperos independientes, es decir, los hombres que acudían y no estaban contratados por ninguna compañía, podían negociar libremente el precio de las pieles que llevaran.
En general, los tramperos y comerciantes se asentaban en un valle protegido durante dos o tres semanas. El ser un grupo grande proporcionaba protección contra los indios hostiles y apoyo durante el tiempo riguroso. Pequeños grupos de caza salían del valle para obtener caza. Se aprovechaba la cita para divertirse, organizándose actividadades como concursos de tiro, juegos y apuestas. La mayoría de los participantes estaban de buen humor e intercambiaban historias y bebían.

### Concurrencia de tramperos
Al encuentro de 1832 concurrieron muchos tramperos afiliados a compañías peleteras, tramperos independientes y un gran número de indios aliados que participaban en el comercio de pieles, sobre todo cabezas lisas y nez percés. La Rocky Mountain Fur Company tenía reunidos en la cuenca entre cien y doscientos hombres, muchos dirigido por William L. Sublette. Sublette y su caravana llegaron el 8 de julio. Los hombres de la compañía peletera rival, la American Fur Company, bajo la dirección de W. H. Vanderburgh y Andrew Drips, también asistieron. Otros pequeños grupos de tramperos fueron llegando a Pierre's Hole, incluyendo a Jim Bridger, conocido por sus fantásticas historias. Muchas de esas partidas operaban en la zona de las montañas Rocosas del actual Colorado.
Otros hombres de las montañas bien conocidos en la reunión de verano fueron Joe Meek, un veterano de veintidós años, y su amigo Milton Sublette, hermano de William. Thomas Fitzpatrick, conocido como el Viejo Mano Rota ("Old Broken Hand"), había estado en la cuenca a principios de año pero había marchado al encontrarse a William Sublette. Los eventos se deterioraron cuando Fitzpatrick, durante su regreso, se encontró con un grupo de indios pies negros. Presuntamente muerto por ellos, el herido Fitzpatrick logró escapar de su cautiverio y, con la ayuda del trampero de raza iroqués Antoine Godin y algunos aliados cabezas lisas, volvió al rendezvous antes de que las recuas se dirigieran de nuevo al este.
Dos hombres nuevos en las montañas, Nathaniel Jarvis Wyeth de Cambridge (Massachusetts) y el explorador y capitán Benjamin Bonneville hicieron su primera aparición en la cita de ese año. Wyeth llevó un grupo de tenderfeet orientales en su camino a Oregón para comerciar con pieles y salmón. Bonneville dejó una descripción del rendezvous que recogió Washington Irving (Irving, capítulo VI):

En este valle se congregó la población más variopinta relacionada con el comercio de pieles. Aquí tenían sus campamentos las dos compañías rivales, con sus retenes de todo tipo: comerciantes, tramperos, cazadores y mestizos, reunidos de todas partes, a la espera de sus suministros anuales, y de las órdenes de partir en nuevas direcciones. Aquí, también, las tribus salvajes relacionadas con el comercio, los nez percés o indios chopunnish y los cabezas lisas, asentaron sus tiendas junto a los arroyos, y con sus esposas, esperando la distribución de bienes y ropas finas. Había, además, un grupo de quince cazadores libres, al mando de un valiente líder de Arkansas, llamado Sinclair, que realizó su campamento un poco aparte del resto. Tal era el conjunto salvaje y heterogéneo, que ascendía a varios cientos de hombres, civilizados y salvajes, distribuidos en tiendas de campaña y refugios en los diversos campamentos.
In this valley was congregated the motley populace connected with the fur trade. Here the two rival companies had their encampments, with their retainers of all kinds: traders, trappers, hunters, and half-breeds, assembled from all quarters, awaiting their yearly supplies, and their orders to start off in new directions. Here, also, the savage tribes connected with the trade, the Nez Perces or Chopunnish Indians, and Flatheads, had pitched their lodges beside the streams, and with their squaws, awaited the distribution of goods and finery. There was, moreover, a band of fifteen free trappers, commanded by a gallant leader from Arkansas, named Sinclair, who held their encampment a little apart from the rest. Such was the wild and heterogeneous assemblage, amounting to several hundred men, civilized and savage, distributed in tents and lodges in the several camps.
Benjamin Bonneville (Irving, Chapter VI) 

## Batalla de Pierre's Hole
Alrededor del 17 de julio de 1832 los participantes en el encuentro comenzaron a disgregarse y los tramperos poco a poco se separaban en grupos más pequeños. Henry Fraeb y Milton Sublette, con un grupo de unos 100 tramperos, planeaban dirigirse a un área al norte del desierto de Gran Lago Salado. Wyeth y su grupo, diez u once hombres de Nueva Inglaterra, también se marchaban. Estos y otros grupos viajaron brevemente juntos para garantizar su seguridad ante los pies negros. Mientras estaban acampados la primera noche, tan solo a unos 13 km al sur de Pierre's Hole, la partida combinada fue abordada por un gran grupo migratorio de gros ventres, hombres, mujeres y niños con animales de carga, que viajaban de un campamento a otro. Un jefe en el grupo se adelantó, aparentemente con la intención de saludar. Antoine Godin y un compañero mestizo cabeza lisa, a veces identificado como Baptiste Dorian, cabalgaron hacia delante, también aparentemente para saludar al jefe. Cuando los tres hombres se reunieron, Godin dio un grito al cabeza lisa para que disparase, lo cual hizo, y la manta del jefe se enrojeció. El jefe cayó muerto y Godin y el cabeza lisa se retiraron rápidamente al campamento de los tramperos. Algunos relatos indican que Godin hizo una pausa para arrancarle la cabellera.
El asesinato provocó una intensa batalla entre los gros ventre, con unos 250 guerreros estimados, y la partida de tramperos ayudados por sus aliados nez percés y cabezas lisas. Los menos numerosos hombres de la montaña enviaron jinetes al lugar del rendezvous para pedir y prepararon el campamento para el ataque. Los gros ventres se refugiaron en un pantanoso matorral de sauces y álamos. Las mujeres indias recogieron rápidamente los árboles caídos y los agruparon improvisando un tosco fuerte.
La ayuda desde el campamento del encuentro, dirigida por William Sublette y en la que participaban más nez percés y cabezas lisas, se apresuró para llegar antes de la batalla. En uno de los cinco relatos de testigos oculares que se conocen, Robert Campbell informó de que el recién llegado William Sublette (el fundador de Fort William cuya carrera cambio de resultas de esta batalla), pronunció un discurso para enardecer a los hombres, y él y una veintena de tramperos, incluyendo al experimentado Campbell, atacaron el fuerte indio entre los sauces. (Carter, p. 301.) Su hermano, Milton Sublette tomó otro grupo y lo llevó contra la parte trasera del fuerte. Los cabezas lisas y nez percés cerraron los flancos. Otros tramperos, incluyendo Wyeth y su partida, quedaron retenidos y no participaron en el ataque. Sublette fue alcanzado por una bala durante este Forey inicial. Los atacantes dieron marcha atrás por un tiempo antes de reanudar las hostilidades.
La batalla se prolongó durante todo el día con poco avance para cada contendiente. Al caer la noche, alguien dentro de la barricada de los gros ventres gritó que llegaban refuerzos, «muchos pies negros». Los tramperos de alguna manera entendieron que los refuerzos gros ventres estaban atacando la zona de acampada del rendezvous y rápidamente montaron en sus caballos y corrieron a Pierre's Hole para salvar a sus compañeros tramperos y riquezas. Sin embargo, ningún indio hostil había atacado a los que permanecieron en el rendezvous. A la mañana siguiente, los tramperos regresaron al lugar de la batalla y se encontraron las barricadas de los gros ventres abandonadas, y que la fuerza amerindia se había retirado del área.
Treinta caballos se encontraron en las inmediaciones, incluidos algunos que habían robado previamente a la partida de suministros de Sublette y dos que habían tomado a Thomas Fitzpatrick durante su primera escapada de los pies negros.
En la breve pero sangrienta batalla al menos veintiséis gros ventres murieron, incluyendo algunas mujeres y niños, y tal vez una docena de comerciantes y cabezas lisas. Debido a una herida de bala y a un hombro roto, William Sublette regresó al este de los Estados Unidos a cargo de Robert Campbell. La partida llegó a St. Louis el 3 de octubre de 1832. (Carter, p. 302) Después de recuperarse, William regresó a la vertiente oriental de las Rocosas para fundar Fort Laramie, un puesto comercial y fuerte próximo a la puerta de entrada al South Pass y al territorio de Oregón en lo que estaba (ya en 1832) convirtiéndose en el llamado senda de Oregón.

## Sitio histórico
El «Sitio Área de la Batalla de Pierre's Hole de 1832» (Pierre's Hole 1832 Battle Area Site) en el condado de Teton, Idaho, cerca de Driggs, Idaho fue el sitio de la batalla de Hoyo de Pierre en 1832. Un área de 160 ha en el sitio fue listada en el Registro Nacional de Lugares Históricos en 1984.